# Kimuromyces cerradensis
Kimuromyces cerradensis är en svampart som beskrevs av Dianese, L.T.P. Santos, R.B. Medeiros & Furlan. 1995. Kimuromyces cerradensis ingår i släktet Kimuromyces och familjen Uropyxidaceae.   Inga underarter finns listade i Catalogue of Life.